# Юність Петра
«Юність Петра» (рос. «Юность Петра») — радянський двосерійний художній фільм, перша частина історичної  дилогії, знятої у 1980 році режисером  Сергієм Герасимовим на основі історичного роману «Петро I» (1945) радянського письменника  О. М. Толстого. У прокаті фільм подивилися 23,5 млн глядачів (1981, 14 місце).

## Сюжет
Фільм являє собою розповідь про юність Петра I, про становлення його характеру і про найближче оточення. Цар рішуче відмовляється від ряду патріархальних цінностей і прагне вивести країну, яку любить і якій відданий з усім юнацьким запалом, в число самих освічених.

## У ролях
- Дмитро Золотухін —  Петро I
- Тамара Макарова —  Наталія Кирилівна, мати Петра
- Олексій Ємельянов —  молодий цар Іван
- Наталія Бондарчук —  царівна Софія
- Микола Єременко —  Меншиков
- Олег Стриженов —  князь Василь Васильович Голіцин
- Вадим Спиридонов —  Федір Шакловітий
- Михайло Ножкін —  князь Борис Олексійович Голіцин
- Петер Ройсе —  Франц Лефорт
- Ульріка Кунце —  Анна Монс
- Йоахім Томашевський —  Йоганн Монс
- Едуард Бочаров —  купець Іван Артемьїч Бровкін
- Любов Полехіна —  Санька Бровкіна
- Любов Германова —  Євдокія Лопухіна
- Анатолій Баранцев —  Микита Зотов
- Михайло Зімін —  князь Роман Борисович Буйносов
- Борис Бачурін —  Василь Волков
- Роман Філіппов —  князь-кесар Федір Юрійович Ромодановський
- Юрій Мороз —  Альоша Бровкін
- Олександр Бєлявський —  Лев Кирилович Наришкін
- Віктор Шульгін —  патріарх Іоаким
- Микола Гринько —  старець Нектарій
- Роман Хомятов —  Головін
- Хельмут Шрайбер — Гордон
- Вольф Бодо —  Кьонігсек
- Олександра Матвєєва —  княгиня Буйносова
- Марина Левтова —  Ольга Буйносова
- Катерина Васильєва —  Антонида Буйносова
- М. Бурденкова —  Наталя Буйносова
- Леонід Рєутов —  стрілець Микита Гладкий
- Володимир Маренков —  стрілець Овсій Ржев
- Борис Хмельницький —  стрілець Кузьма Чормний
- Геннадій Фролов —  Артемон Бровкін
- Іван Лапіков —  коваль Жемов
- Петро Глєбов —  циган
- Віталій Матвєєв —  Іуда
- Муза Крепкогорська —  Вороб'їха
- Євген Багдасаров —  цілувальник
- Сергій Шпаковський —  Андрій Андрійович Вініус
- Лідія Федосєєва-Шукшина —  сваха
- Леонід Звєринцев —  Михайло Тиртов
- Олексій Миронов —  Стрешньов
- Володимир Кашпур —  Овдокім
- Марина Голуб —  Вєрка
- Юрій Чернов —  юродивий
- Майя Булгакова —  Бровкіна
- Дмитро Орловський —  Артемон Сергійович Матвєєв
- Михайло Глузський —  князь Троєкуров, посол Петра до Софії  (немає в титрах)
- Манефа Соболевська —  жінка з натовпу  (немає в титрах)
- Віктор Лазарев —  старий стрілець  (немає в титрах)
- Олег Федоров —  монах  (немає в титрах)
- Маргарита Жарова —  епізод
- Артем Карапетян —  закадровий переклад

## Знімальна група
- Автор сценарію:  Сергій Герасимов,  Юрієм Кавтарадзе
- Режисер:  Сергій Герасимов
- Оператор:  Сергій Філіппов, Х. Хардт
- Художники-постановники: Борис Дуленков, Олександр Попов (спільно з І. Келлером)
- Художники по костюмах: Елеонора Маклакова,  Наталія Полях, Г. Шмідт
- Композитор:  Володимир Мартинов
- Звукорежисер: Валентин Хлобинін
- Директор картини:  Аркадій Кушлянський